# Горњи Вратари
Горњи Вратари је насеље у Србији у општини Александровац у Расинском округу. Према попису из 2022. има 160 становника (према попису из 2011. било је 185 становника).

## Демографија
У насељу Горњи Вратари живи 153 пунолетна становника, а просечна старост становништва износи 39,9 година (39,0 код мушкараца и 40,9 код жена). У насељу има 57 домаћинстава, а просечан број чланова по домаћинству је 3,51.
Ово насеље је скоро потпуно насељено Србима (према попису из 2002. године), а у последња три пописа, примећен је пад у броју становника.
|  |

| Демографија | Демографија | Демографија |
| Година      | Становника  | Становника  |
| ----------- | ----------- | ----------- |
| 1948.       | 338         |             |
| 1953.       | 380         |             |
| 1961.       | 338         |             |
| 1971.       | 284         |             |
| 1981.       | 246         |             |
| 1991.       | 213         | 213         |
| 2002.       | 200         | 200         |
| 2011.       | 185         |             |
| 2022.       | 160         |             |

| Етнички састав према попису из 2002.‍ | Етнички састав према попису из 2002.‍ | Етнички састав према попису из 2002.‍ | Етнички састав према попису из 2002.‍ | Етнички састав према попису из 2002.‍ |
| ------------------------------------ | ------------------------------------ | ------------------------------------ | ------------------------------------ | ------------------------------------ |
|                                      |                                      |                                      |                                      |                                      |
| Срби                                 | Срби                                 |                                      | 199                                  | 99,5%                                |
| Црногорци                            | Црногорци                            |                                      | 1                                    | 0,5%                                 |
| непознато                            | непознато                            |                                      | 0                                    | 0,0%                                 |

| Година пописа     | 1948. | 1953. | 1961. | 1971. | 1981. | 1991. | 2002. |
| ----------------- | ----- | ----- | ----- | ----- | ----- | ----- | ----- |
| Број домаћинстава | 51    | 57    | 58    | 59    | 58    | 52    | 57    |

| Број чланова      | 1 | 2  | 3 | 4  | 5  | 6 | 7 | 8 | 9 | 10 и више | Просек |
| ----------------- | - | -- | - | -- | -- | - | - | - | - | --------- | ------ |
| Број домаћинстава | 8 | 13 | 7 | 11 | 12 | 4 | 0 | 1 | 1 | 0         | 3,51   |

| Пол    | Укупно | Неожењен/Неудата | Ожењен/Удата | Удовац/Удовица | Разведен/Разведена | Непознато |
| ------ | ------ | ---------------- | ------------ | -------------- | ------------------ | --------- |
| Мушки  | 84     | 20               | 56           | 6              | 2                  | 0         |
| Женски | 76     | 6                | 59           | 11             | 0                  | 0         |
| УКУПНО | 160    | 26               | 115          | 17             | 2                  | 0         |

| Пол    | Укупно                    | Пољопривреда, лов и шумарство | Рибарство                            | Вађење руде и камена | Прерађивачка индустрија       |
| ------ | ------------------------- | ----------------------------- | ------------------------------------ | -------------------- | ----------------------------- |
| Мушки  | 55                        | 37                            | 0                                    | 0                    | 13                            |
| Женски | 32                        | 24                            | 0                                    | 0                    | 4                             |
| УКУПНО | 87                        | 61                            | 0                                    | 0                    | 17                            |
| Пол    | Производња и снабдевање   | Грађевинарство                | Трговина                             | Хотели и ресторани   | Саобраћај, складиштење и везе |
| Мушки  | 0                         | 1                             | 0                                    | 0                    | 1                             |
| Женски | 0                         | 0                             | 2                                    | 0                    | 0                             |
| УКУПНО | 0                         | 1                             | 2                                    | 0                    | 1                             |
| Пол    | Финансијско посредовање   | Некретнине                    | Државна управа и одбрана             | Образовање           | Здравствени и социјални рад   |
| Мушки  | 0                         | 0                             | 0                                    | 0                    | 0                             |
| Женски | 0                         | 0                             | 0                                    | 1                    | 0                             |
| УКУПНО | 0                         | 0                             | 0                                    | 1                    | 0                             |
| Пол    | Остале услужне активности | Приватна домаћинства          | Екстериторијалне организације и тела | Непознато            | Непознато                     |
| Мушки  | 0                         | 0                             | 0                                    | 3                    | 3                             |
| Женски | 1                         | 0                             | 0                                    | 0                    | 0                             |
| УКУПНО | 1                         | 0                             | 0                                    | 3                    | 3                             |